# Coprina
La coprina è una tossina presente nel Coprinus atramentarius e, in minima parte, in altre specie dello stesso genere.

## Sindrome coprinica

### Incubazione e durata
Incubazione: 15-30 minuti dopo l'assunzione di alcool

Durata: il malessere dura 2 h in assenza di ulteriore consumo di alcool

### Meccanismo d'azione
- 1 kg di funghi = 160 mg di coprina
- metabolita = 1-aminociclopropanolo
- Sindrome tipo antabuse/disulfiram
  - blocco della trasformazione dell'acetaldeide (metabolita dell'etanolo) in acetato
  - accumulo di acetaldeide nel sangue e nel fegato
  - l'1-aminociclopropanolo inibisce irreversibilmente l'acetaldeide deidrogenasi, come il disulfiram

### Quadro clinico
Sindrome d'intolleranza da alcool:
- vasodilatazione periferica generalizzata, che nei casi gravi può degenerare in collasso
- colpi di calore
- arrossamento delle guance (eritrosi facciale)
- polipnea
- eretismo cardiovascolare con tachicardia
- ipotensione arteriosa
- stato d'angoscia
- tremori alle estremità
- sudorazione